# 显影罐
显影罐，用来冲洗照相底片的不透光容器。显影罐多用黑色塑胶制造，也有不锈钢制成的。著名的显影罐品牌包括 Paterson 显影罐，Jobo 显影罐，Nikor 显影罐等

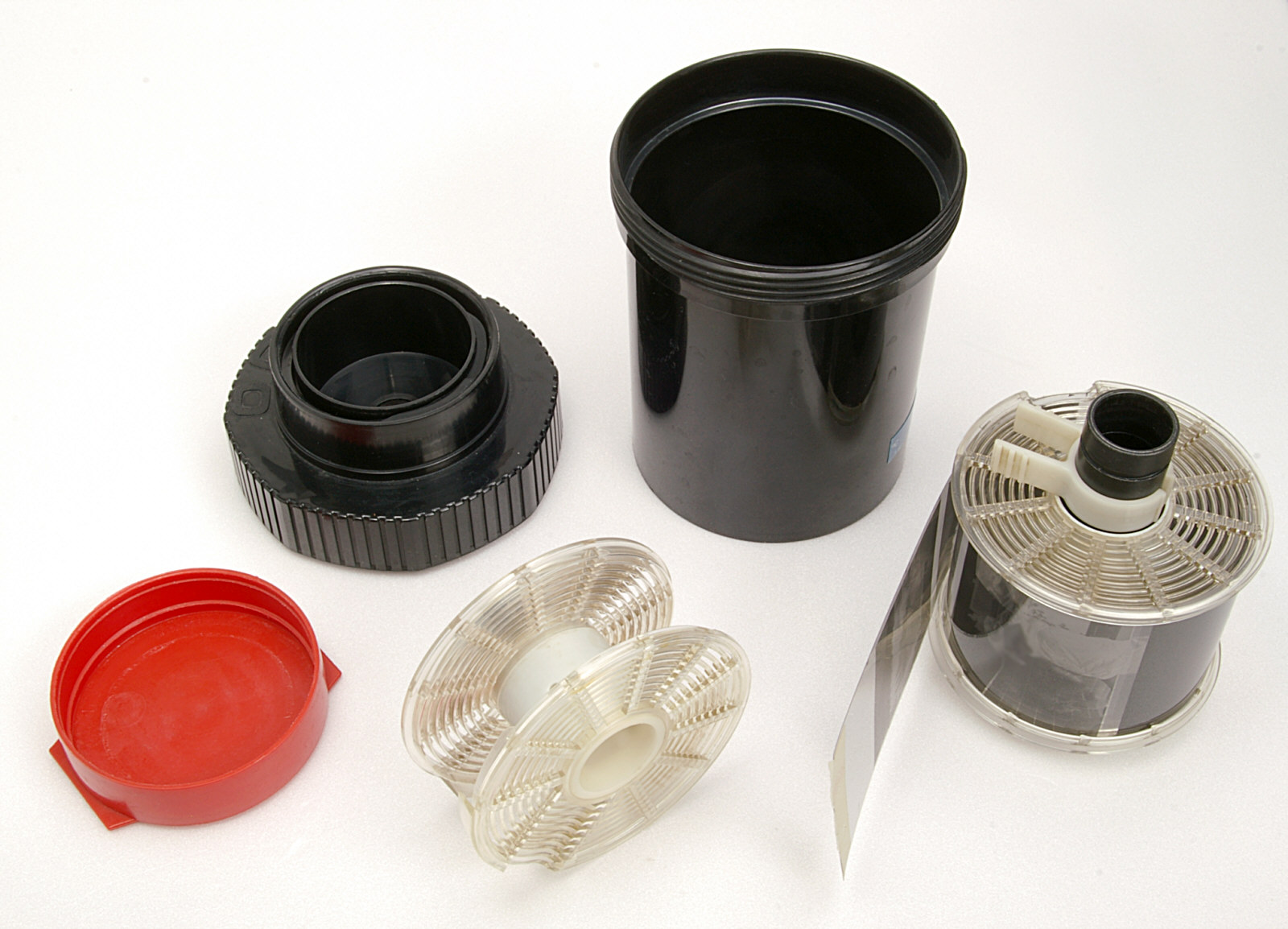

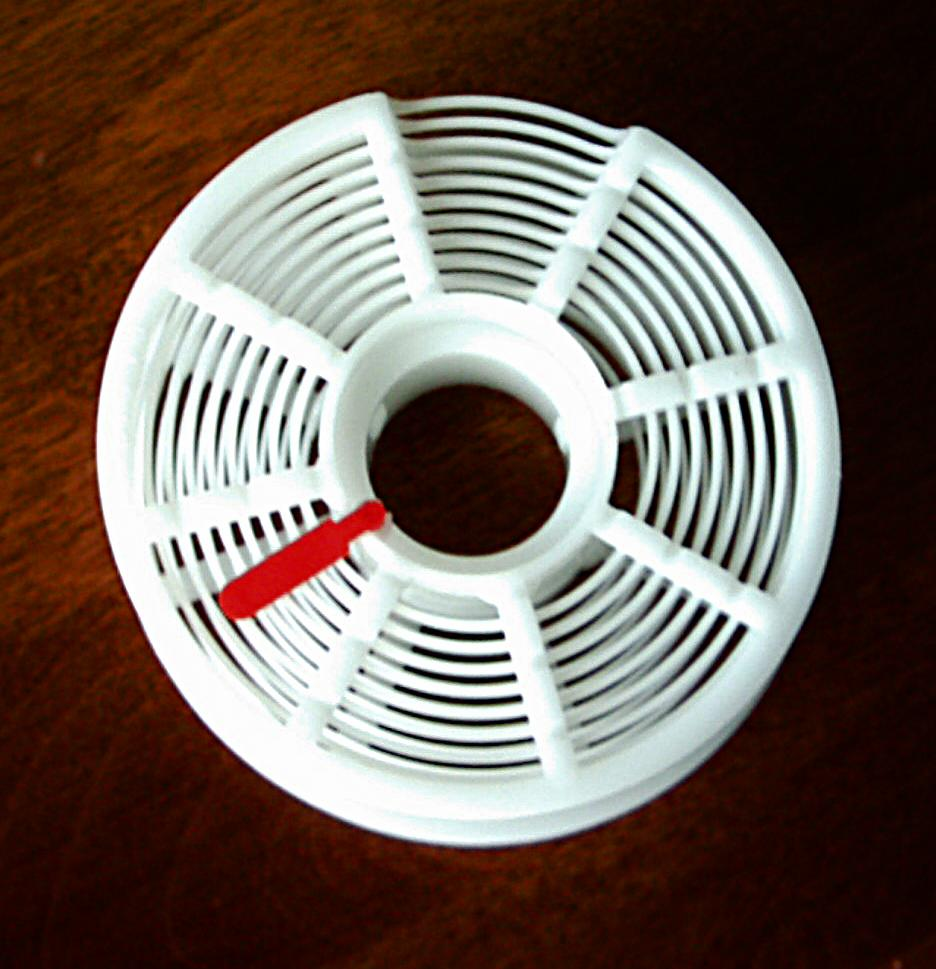
Jobo 螺旋盘

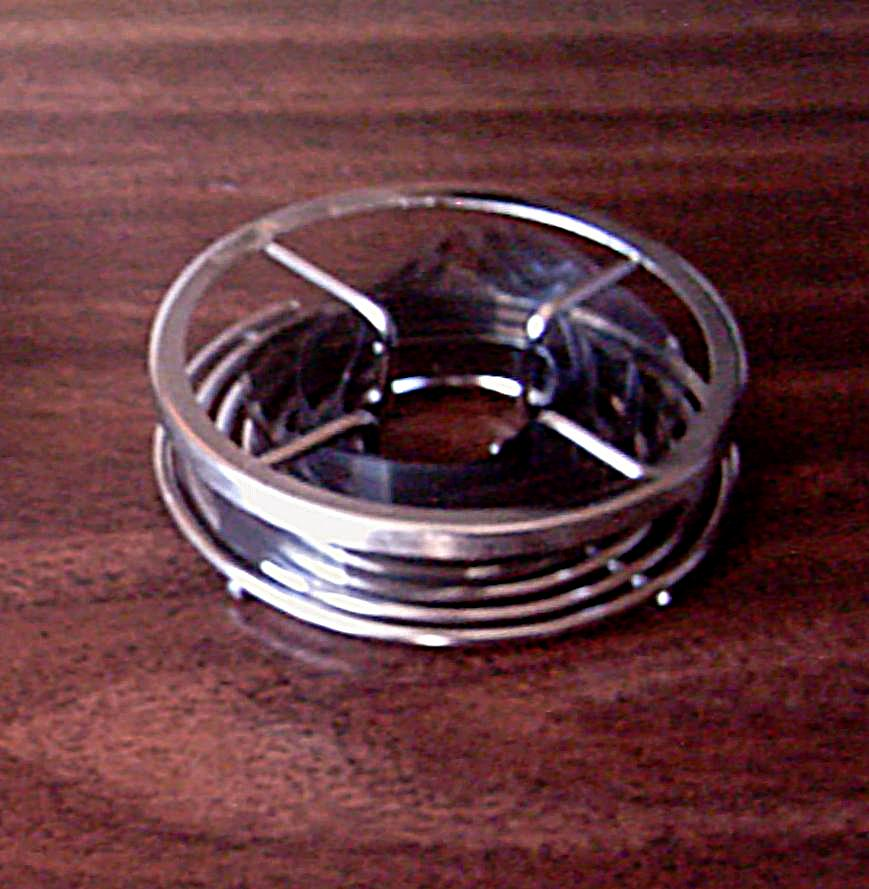
Nikor 16mm 不锈钢单边螺旋卷盘

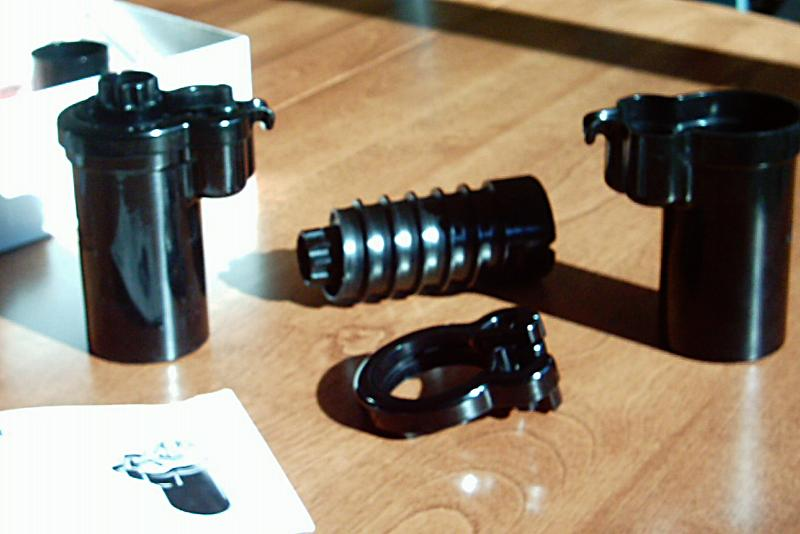
密诺斯微型相机日光冲洗罐

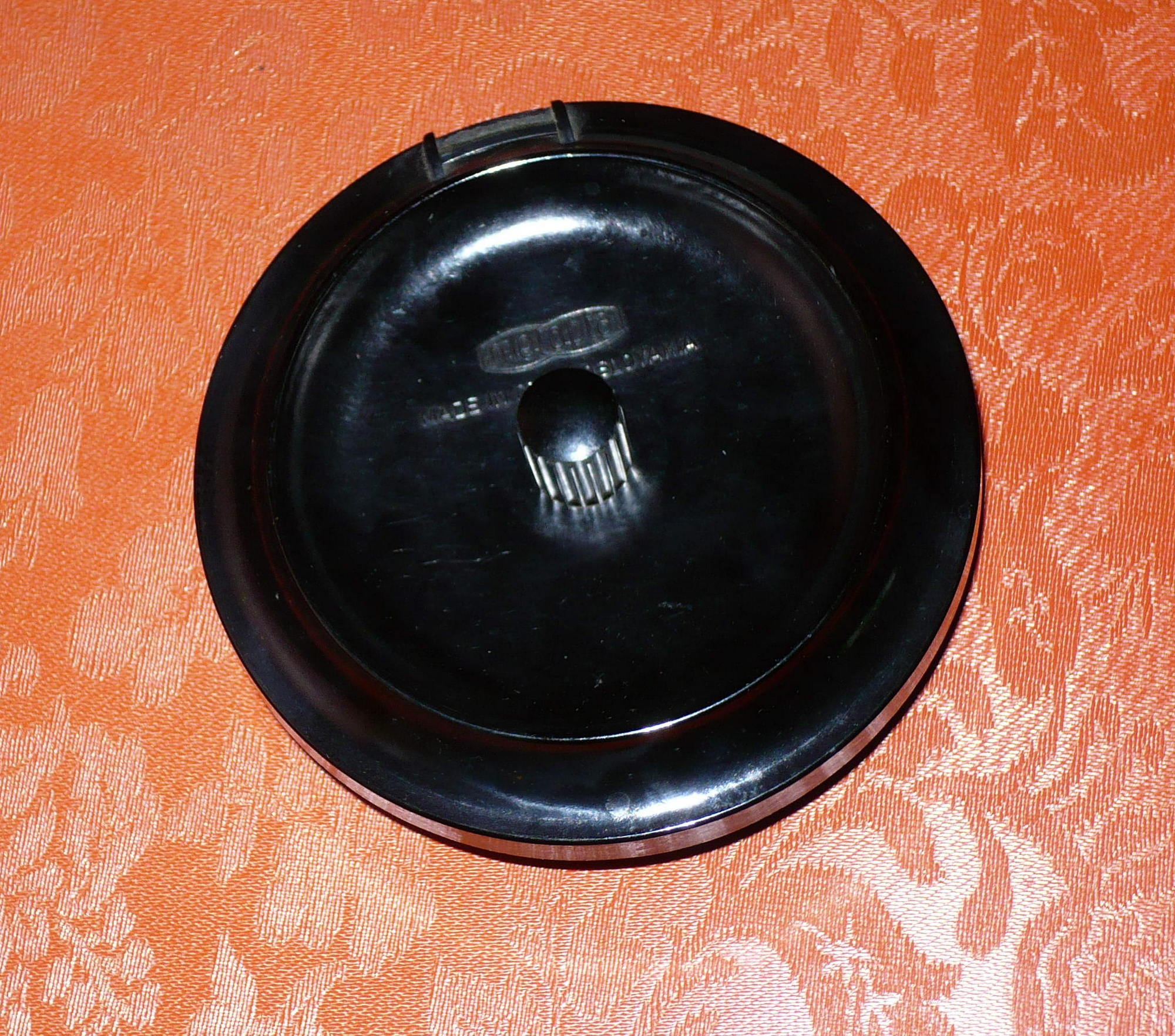
Meopta 16毫米显影罐

## 构造和使用
显影罐的构造，包括不透光的黑塑胶容器，显影罐轴心，螺旋圈，漏斗，盖子，搅动棒。
一般的显影罐必须在暗室内或暗袋内装入胶卷。使用时先在暗室内将胶卷安装在螺旋圈，插入轴心，放入入显影罐内，安置漏斗，即可开灯进行冲洗。将搅动棒插入漏斗孔，即可进行旋转搅动。也可不用搅动棒，盖上盖子，进行颠倒搅动。

## 种类
显影罐分几种：
- 玻璃感光版显影罐
- 不锈钢显影罐，零件材料选用耐腐蚀不锈钢制造，坚实耐用，清洗方便，散热快，保温不易。但全不锈钢显影罐因加工精度限制，罐口密封不严。成本高。有135mm、120mm、以及 颠倒4X5英寸、5X7英寸等大画幅规格胶片不锈钢显影罐。
- 塑料显影罐，轻便、精细；相比全不锈钢罐，密封严，散热慢，保温容易。加工成本低。有135mm、120mm、4X5英寸、5X7英寸、8X10英寸等规格胶片、相纸显影罐。
- 特种显影罐，密诺斯微型相机日光冲洗罐，专用于冲洗密诺斯微型相机8x11毫米胶卷。可以在室内光线下安装胶卷，无需暗房。
- Meopta 16毫米显影罐。